# Energía en Corea del Sur

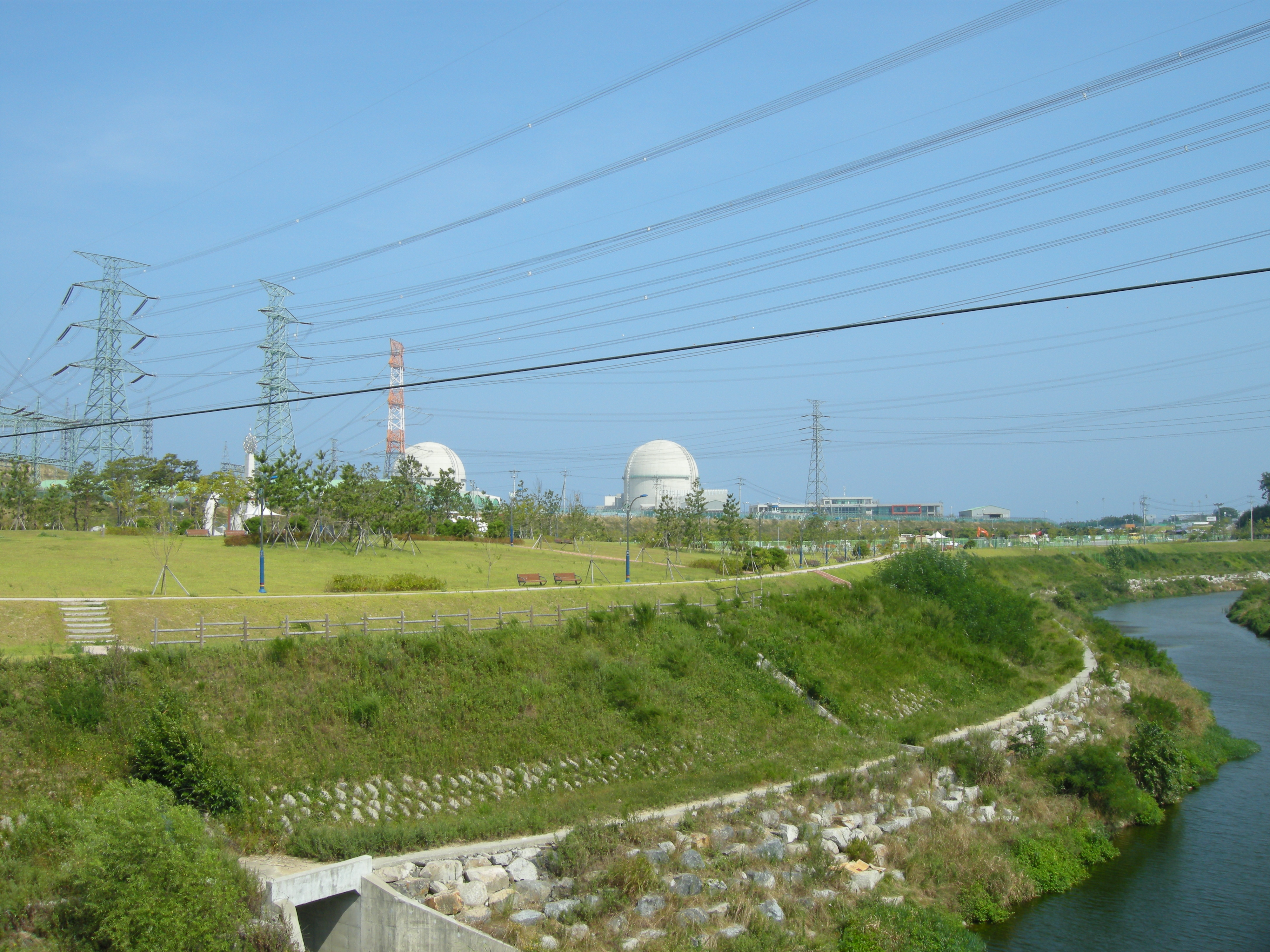
Central nuclear de Shin Kori.

En lo que se refiere a la energía en Corea del Sur, el país depende de las importaciones para satisfacer alrededor del 97% de su demanda energética como consecuencia de no tener suficientes fuentes internas, y el país es uno de los principales importadores de energía del mundo. El país en el 2013 era el segundo más grande importador de gas natural licuado, el cuarto mayor importador de carbón y el quinto importador neto de petróleo y derivados. La generación de energía eléctrica en el país proviene de la generación térmica convencional, que representa más de dos tercios de la producción, y de la generación mediante energía nuclear.
Los productores de energía son en su mayoría empresas gubernamentales, si bien también existen minas de carbón y refinerías de petróleo operadas por el sector privado. La Asamblea Nacional aprobó en el año 2000 un programa de reestructuración del sector eléctrico, pero esta reestructuración se suspendió en medio de una controversia política en el 2004, y sigue siendo un tema de intenso debate político.
Corea del Sur no tiene reservas de petróleo probadas. De la exploración realizada hasta mediados de los años 1980 en el mar Amarillo y en la plataforma continental entre Corea y Japón no se encontró nada de petróleo en altamar. El suministro de carbón en el país es insuficiente y de baja calidad. El potencial de energía hidroeléctrica es limitado debido a las altas variaciones estacionales en el clima y a la concentración de la mayor parte de las precipitaciones en verano. En consecuencia, el gobierno está cada vez más centrado en el desarrollo de la generación de energía nuclear.

## Panorama general
Consumo final de energía por fuente (2010):
- Carbón: 27,6 millones de toneladas equivalentes de petróleo (14,2%)
- Petróleo: 100,5 millones de toneladas equivalentes de petróleo (51,6%)
- Gas natural licuado: 21,9 millones de toneladas equivalentes de petróleo (11,3%)
- Electricidad: 37,3 millones de toneladas equivalentes de petróleo (19,2%)
- Térmica: 1,7 millones de toneladas equivalentes de petróleo (0,9%)
- Renovable: 5,8 millones de toneladas equivalentes de petróleo (3%)

| Energía en Corea del Sur                                                                              | Energía en Corea del Sur | Energía en Corea del Sur | Energía en Corea del Sur | Energía en Corea del Sur | Energía en Corea del Sur | Energía en Corea del Sur |
| | Capita                   | Energía prim.            | Producción               | Importada                | Electricidad             | emisión de CO2           |
| | Millón                   | TWh                      | TWh                      | TWh                      | TWh                      | Mt                       |
| --- | ------------------------ | ------------------------ | ------------------------ | ------------------------ | ------------------------ | ------------------------ |
| 2004                                                                                                  | 48,08                    | 2478                     | 442                      | 2140                     | 355                      | 462                      |
| 2007                                                                                                  | 48,46                    | 2584                     | 494                      | 2213                     | 412                      | 489                      |
| 2008                                                                                                  | 48,61                    | 2639                     | 520                      | 2269                     | 430                      | 501                      |
| 2009                                                                                                  | 48,75                    | 2665                     | 515                      | 2304                     | 438                      | 515                      |
| 2010                                                                                                  | 48,88                    | 2908                     | 522                      | 2571                     | 481                      | 563                      |
| 2012                                                                                                  | 49,78                    | 3029                     | 546                      | 2644                     | 506                      | 588                      |
| variación del 2004 al 2010                                                                            | 1,7 %                    | 17,3 %                   | 18,1 %                   | 20,1 %                   | 35,5 %                   | 21,9 %                   |
| MTEP = 11,63 TWh, «Energía prim.» incluye las pérdidas de energía que son 2/3 para la energía nuclear |                          |                          |                          |                          |                          |                          |

## Potencia eléctrica
| Fuente         | 2008            | 2009            | 2010            | 2011            |
| -------------- | --------------- | --------------- | --------------- | --------------- |
| Térmica        | 264.747 (62,7%) | 278.400 (64,2%) | 315,608 (66,5%) | 324.354 (65,3%) |
| Nuclear        | 150.958 (35,7%) | 147.771 (34,1%) | 148.596 (31,3%) | 154.723 (31,1%) |
| Hidroeléctrica | 5.561 (1,3%)    | 5.641 (1,3%)    | 6.472 (1,4%)    | 7.831 (1,6%)    |
| Otras          | 1.090 (0,3%)    | 1.791 (0,4%)    | 3.984 (0,8%)    | 9.985 (2,0%)    |
| Total          | 422.355         | 433.604         | 474.660         | 496.893         |